# Цзянбэй (аэропорт)
Международный аэропорт Чунцин Цзянбэй (кит. трад. 重慶江北國際機場, упр. 重庆江北国际机场, пиньинь Chóngqìng Jiāngběi Guójì Jīchǎng; англ. Chongqing Jiangbei International Airport) (ИАТА: CKG, ИКАО: ZUCK) — аэропорт в районе Юбэй города Чунцин, Китай. Расположен в 21 км от городского центра Чунцина и является важным хабом юго-западного Китая. В 2012 аэропорт Цзянбэй перевёз 22 млн пассажиров, что является 9-м показателем среди аэропортов Китая. Аэропорт Чунцин Цзянбэй является хабом авиакомпаний Air China, Chongqing Airlines, Sichuan Airlines, а в ближайшем будущем China West Air, когда та начнёт свои операции и Shenzhen Airlines после открытия хаба в аэропорту.
Первая и вторая очередь аэропорта были введены в эксплуатацию в январе 1990, декабре 2004 и декабре 2010 соответственно. В настоящее время аэропорт Цзянбэй имеет два терминала, Терминал 1 обслуживает внутренние рейсы, а Терминал 2 (A и B) — главным образом международные. Терминал внутренних рейсов имеет пропускную способность 30 млн пассажиров в год, пропускная способность международного терминала — более 1 млн пассажиров ежегодно. Строится третий терминала и взлётно-посадочная полоса
.

## Авиакомпании и назначения

### Местные рейсы
- Air China
- China Eastern Airlines
- China Southern Airlines
- China United Airlines
- Chongqing Airlines
- Deer Air
- Hainan Airlines
- OK airways
- Shandong Airlines
- Shanghai Airlines
- Shenzhen Airlines
- Sichuan Airlines
- Spring Airlines
- Xiamen Airlines

### Международные рейсы
- Air China (Бангкок-Суварнабхуми, Гонконг, Нагоя-Центрайр, Сеул-Инчхон, Токио-Нарита)
- Asiana Airlines (Сеул-Инчхон)
- Dragonair (Гонконг)
- Hong Kong Express Airways (Гонконг)
- OK airways (Чеджу (Корея))
- Shanghai Airlines (Бангкок-Суварнабхуми)
- SilkAir (Сингапур)
- Finnair (Хельсинки)